# Фундо, Лазар
Лазар (Заи) Фундо (алб. Llazar (Llazër, Zai) Fundo, 20 марта 1899, Корча, Османская империя — 20 сентября 1944, Кукес, Албания) — албанский революционер, журналист и писатель. Коммунист-антисталинист, один из основателей Коммунистической партии Албании, деятель Коминтерна.

## Биография
Родился в семье торговца, по происхождению влах. В молодости был отправлен во французский лицей в Салоники, а затем во Францию, где изучал юриспруденцию в Париже. Там же стал руководителем кружка албанских студентов-марксистов, в который входил и Энвер Ходжа.
По возвращении в Албанию стал членом революционно-демократической организации Авни Рустеми и принял руководство ею после убийства Рустеми агентами Ахмета Зогу 10 июня 1924 года. Лазар Фундо участвует в спровоцированном этим событием свержении и изгнании Ахмета Зогу и поддерживает временного премьер-министра Феофана Стилиана Ноли, православного епископа прогрессивных взглядов.
После падения правительства Ноли, Лазар Фундо вынужден эмигрировать в Австрию. В Вене он налаживает связи с представителями Балканской коммунистической федерацией, после чего приезжает в СССР, где становится деятелем Коминтерна и представителем Албании в МОПР (Международной организации помощи борцам революции). В 1928 году оказывает помощь в организации Албанской коммунистической группы в Корча, а в 1929 г., на VIII конгрессе Балканской коммунистической федерации выступает за создание Коммунистической партии Албании. Некоторое время его кандидатура рассматривается руководством Коминтерна в качестве перспективного лидера такой партии.
В 1930 году становится журналистом венской газеты Балканской коммунистической федерации. В 1933 году, находясь в Веймарской Германии, становится обозревателем таких событий как поджог Рейхстага и Лейпцигский процесс, на котором судят его друга Георгия Димитрова, после чего возвращается в Москву. С началом гражданской войны в Испании, организует отправку албанских добровольцев в интербригады. Тогда же начинается его расхождение со сталинистской внешней и внутренней политикой: Фундо защищает бухаринцев и становится на сторону троцкистов (в самой Албании собственно троцкистская группа, которую возглавлял Аристиде Кендра, к тому моменту прекратила своё существование).
В 1938 году обвинен в «буржуазном уклонизме» и саботаже отправки добровольцев на гражданскую войну в Испании, снят со всех постов и арестован. Приговорен к смертной казни, но помилован в результате личного вмешательства Димитрова.
В 1939 году Лазар Фундо возвращается в Албанию, где был разоблачен сталинистами как «уклонист» и троцкист и во время итальянской оккупации страны становится учителем в Корча. В 1941 году арестован за подпольную деятельность и выслан на остров Вентотене. Там он встречает ещё несколько албанских антифашистов, включая основателя баллистского движения Сафета Бутку, и знакомится с Альтьеро Спинелли и Алессандро Пертини, вместе с которыми принимает участие в итальянском движении Сопротивления. Спинелли впоследствии описал Фундо в своих воспоминаниях как «верного коммуниста, но образованного в свободной культурной атмосфере демократических стран и интеллектуально любопытного», который мог бродить «бормоча тихим голосом слова Платона, прочитанные им по-гречески, ища среди древних мудрецов душевную безмятежность, которую отнял у него неудачный коммунистический опыт и которую больше нигде не нашёл».
В 1942 году Иосип Броз Тито направляет в ЦК КПА письмо о необходимости вновь разоблачить деятельность Заи Фундо. С падением итальянского фашистского правительства в 1943 году и освобождения союзниками политзаключённых из лагерей, Фундо вместе с другими узниками острова, братьями Гани и Хасаном Крюэзиу, получает возможность вернуться в Албанию и уйти в высокогорья к партизанам.
В сентябре 1944 года он был схвачен в Косово югославскими партизанами и передан их албанским товарищам. Энвер Ходжа в своих мемуарах позже утверждал, будто его взяли сами албанские партизаны на севере страны, где действовал в партизанской чете Гани Крюэзиу; а югославская сторона, получив сообщение о его аресте, потребовала выдать Лазара Фундо им, однако получила отказ, и он был казнён по обвинению в троцкизме и работе на британскую разведку. В 1995 году президент Албании Сали Бериша присвоил Фундо звание «мученика за демократию».